# Нова Врасна
Нова Врасна (грч. Νέα Βρασνά, Неа Врасна) је насеље (летовалиште) недалико од Ставроса у Грчкој. Налази се на око 80 km од Солуна, у општини Бешичко Језеро, округ Солун.
Место се налази на обалама Егејског мора у Струмском заливу (Strimoni) између насеља Врасна и летовалишта Аспровалте. 
Нова Врасна је удаљена око 6 km од Ставроса, око 500 метара од Аспровалте и око 80  од Солуна.
Место се одликује: пешчаном плажом, уређеним кејом, новим кућама и широким улицама, пројектованим под правим угловима. Искључива привредна делатност је туризам пошто се насеље налази на самој обали мора. Пешчана плажа дугачка је око 1 km. 
Нова Врасна је подигнута шездесетих година 20. века и први пут се помиње на попису из 1971. године са 89 становника.
Овај део Грчке има доста разгранату мрежу нових путева тако да су насеља доступна туристима. Недалеко од насеља пролази ауто пут Атина - Солун - Кавала.

## Галерија
- Шеталиште 2014. године
- Једна улица
- Шеталиште
- Црквица у центру
- Споменик у центру
- Фонтана у центру 2022.
- Нова Врасна, излазак сунца на плажи, јун 2022.
- Плажа и шеталиште 2022.
- Предњи део цркве Светог цара Константина и царице Јелене 2008. године

## Становништво
| 2011. | 2021. |
| ----- | ----- |
| 2.556 | 1.841 |